# Aire d'attraction de Nogaro
L'aire d'attraction de Nogaro est un zonage d'étude défini par l'Insee pour caractériser l’influence de la commune de Nogaro sur les communes environnantes.

## Définition
L’aire d’attraction d'une ville est composée d’un pôle, défini à partir de critères de population et d’emploi ainsi que d’une couronne constituée des communes dont au moins 15 % des actifs travaillent dans le pôle. Le pôle d’attraction constitue ainsi un point de convergence des déplacements domicile-travail,.

## Type et composition
L’aire d'attraction de Nogaro est une aire intra-départementale qui comporte 18 communes dans le Gers.
Elle est catégorisée dans les aires de moins de 50 000 habitants, une catégorie qui regroupe 16,6 % de la population d'Occitanie et 12,2 % au niveau national.

### Carte

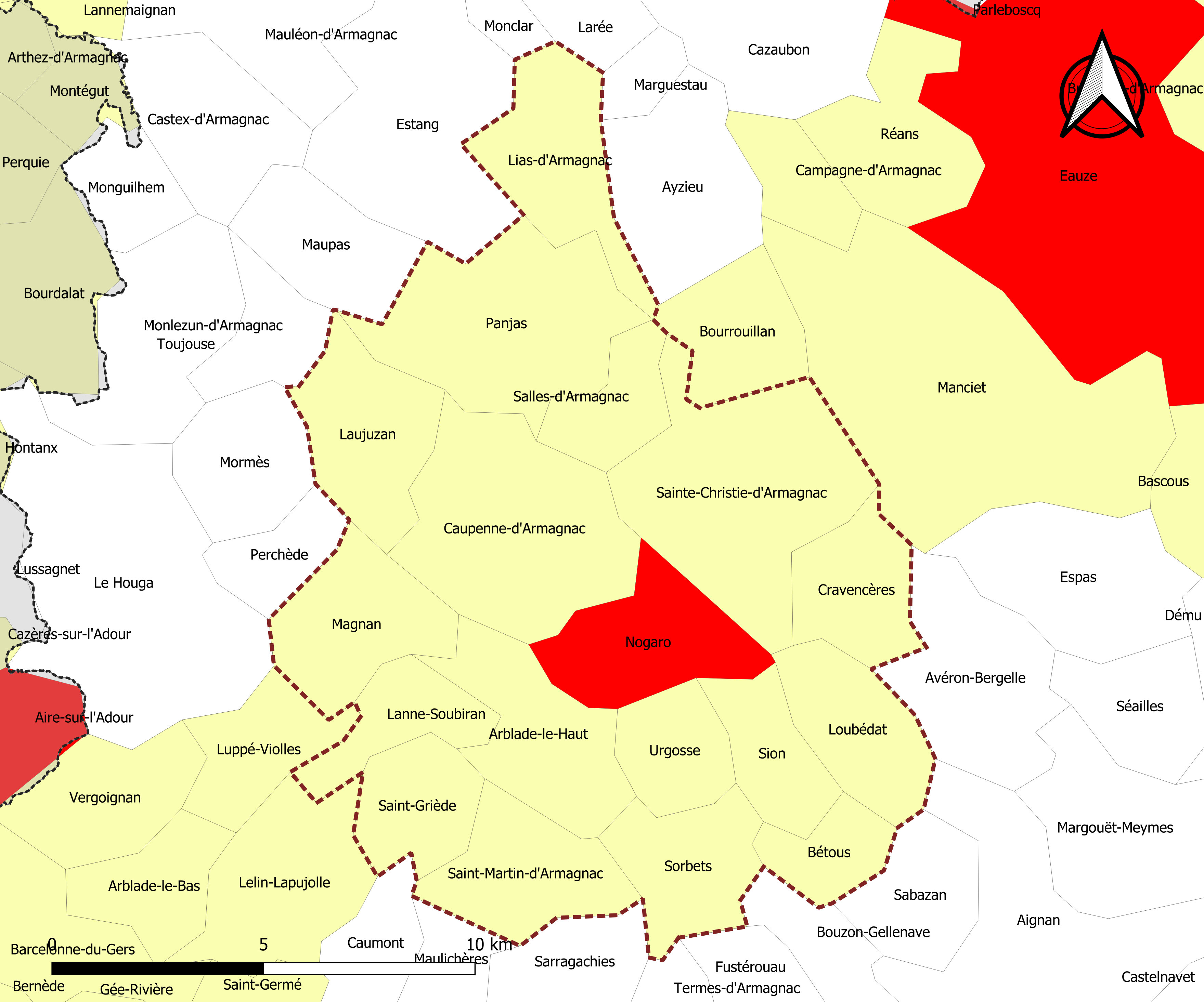
Carte de l'aire d'attraction de Nogaro.
Commune-centre
Commune de la couronne

### Composition communale
| Nom                        | Code Insee | Département | Statut                 | Superficie (km2) | Population (dernière pop. légale) | Densité (hab./km2) | Modifier                                    |
| -------------------------- | ---------- | ----------- | ---------------------- | ---------------- | --------------------------------- | ------------------ | ------------------------------------------- |
| Nogaro (commune-centre)    | 32296      | Gers        | commune-centre         | 11,06            | 2 226 (2022)                      | 201                | modifier les données · modifier les données |
| Arblade-le-Haut            | 32005      | Gers        | commune de la couronne | 12,20            | 319 (2022)                        | 26                 | modifier les données · modifier les données |
| Bétous                     | 32049      | Gers        | commune de la couronne | 5,13             | 72 (2022)                         | 14                 | modifier les données · modifier les données |
| Caupenne-d'Armagnac        | 32094      | Gers        | commune de la couronne | 21,65            | 446 (2022)                        | 21                 | modifier les données · modifier les données |
| Cravencères                | 32113      | Gers        | commune de la couronne | 9,09             | 93 (2022)                         | 10                 | modifier les données · modifier les données |
| Lanne-Soubiran             | 32191      | Gers        | commune de la couronne | 6,67             | 145 (2022)                        | 22                 | modifier les données · modifier les données |
| Laujuzan                   | 32202      | Gers        | commune de la couronne | 11,34            | 290 (2022)                        | 26                 | modifier les données · modifier les données |
| Lias-d'Armagnac            | 32211      | Gers        | commune de la couronne | 11,92            | 202 (2022)                        | 17                 | modifier les données · modifier les données |
| Loubédat                   | 32214      | Gers        | commune de la couronne | 9,46             | 111 (2022)                        | 12                 | modifier les données · modifier les données |
| Magnan                     | 32222      | Gers        | commune de la couronne | 11,30            | 231 (2022)                        | 20                 | modifier les données · modifier les données |
| Panjas                     | 32305      | Gers        | commune de la couronne | 20,01            | 429 (2022)                        | 21                 | modifier les données · modifier les données |
| Sainte-Christie-d'Armagnac | 32369      | Gers        | commune de la couronne | 22,50            | 379 (2022)                        | 17                 | modifier les données · modifier les données |
| Saint-Griède               | 32380      | Gers        | commune de la couronne | 7,52             | 141 (2022)                        | 19                 | modifier les données · modifier les données |
| Saint-Martin-d'Armagnac    | 32390      | Gers        | commune de la couronne | 10,80            | 231 (2022)                        | 21                 | modifier les données · modifier les données |
| Salles-d'Armagnac          | 32408      | Gers        | commune de la couronne | 6,08             | 123 (2022)                        | 20                 | modifier les données · modifier les données |
| Sion                       | 32434      | Gers        | commune de la couronne | 7,05             | 96 (2022)                         | 14                 | modifier les données · modifier les données |
| Sorbets                    | 32437      | Gers        | commune de la couronne | 9,21             | 201 (2022)                        | 22                 | modifier les données · modifier les données |
| Urgosse                    | 32458      | Gers        | commune de la couronne | 6,70             | 239 (2022)                        | 36                 | modifier les données · modifier les données |